# Romeo i Julcia
Romeo i Julcia – polska czarno-biała komedia z 1933 w reżyserii Jana Nowiny-Przybylskiego na podstawie scenariusza Napoleona Sądka. Akcja filmu skupia się na działalności biura matrymonialnego i szkoły dobrych manier „Romeo i Julcia”, prowadzonej przez Teofila Rączkę (Adolf Dymsza) i Mońka Platfusa (Konrad Tom). Naukę w szkole podejmuje między innymi Frania Krochmalska (Zula Pogorzelska). Niebawem właściciele firmy otrzymują zlecenie zniechęcenia państwa Koziegłowiczów (Antoni Fertner i Irena Skwierczyńska) do amerykańskiej dziewczyny, którą upatrzyli sobie jako przyszłą żonę dla swojego syna Romana (Wacław Ścibor). Chłopak zakochał się bowiem w córce leśniczego, Krysi (Maria Nobisówna). W tym celu Teofil przebiera się w damski strój i udaje Amerykankę. 
Produkcja Romeo i Julcia otrzymała mieszane recenzje krytyków. Recenzenci negatywnie odnieśli się do scenariusza, fotografii, montażu i udźwiękowienia oraz ogólnej jakości filmu. Pozytywne oceny wydali w stosunku do gry aktorskiej.

## Opis fabuły
Docent Teofil Rączka i profesor Moniek Platfus zakładają biuro matrymonialne „Romeo i Julcia”, które jest jednocześnie szkołą dobrych manier. Z oferty szkoły korzysta praczka Frania Krochmalska, aby zapoznać się z poprawnym zachowaniem podczas jedzenia i tańca. Wkrótce sukcesem kończy się połączenie węzłem małżeńskim Adeli Gzyms i Walerego Łypko. Pewnego dni Teofil i Moniek sprawdzają, jak radzi sobie para. Ku ich zaskoczeniu Adela i Walery kłócą się, po czym widząc właścicieli biura, zaczynają ich gonić ulicami miasta. Uczestnicy awantury trafiają do komisariatu. Właściciele firmy wyjaśniają tamże, że nie są odpowiedzialni za stan pożycia małżeńskiego.
W tym samym czasie Frania zostaje zwolniona z pracy. Znajduje posadę pokojówki w posiadłości państwa Koziegłowiczów w podwarszawskiej wsi. Ich syn, Roman, zamierza spędzić życie z córką leśniczego, Krysią. Jednakże małżeństwo Koziegłowiczów ma wobec niego inne plany. Decydują się zeswatać go z Mary, córką ich bogatego przyjaciela z Ameryki. W niedługim czasie dziewczyna przyjedzie do Polski, aby ich odwiedzić. Frania radzi Romanowi zgłoszenie się po pomoc w tej sprawie do biura „Romeo i Julcia”. Teofil udaje się na wieś w kobiecym przebraniu, podając się za Mary, natomiast Moniek gra rolę jej kamerdynera. Na przyjęciu mężczyzna robi wszystko, by rodzice Romana zniechęcili się do Amerykanki. Intryga kończy się sukcesem, gdyż Koziegłowiczowie porzucają zamiar ożenku syna. Roman szczodrze wynagradza Teofila i Mońka. Za pieniądze urządzają nowe, stylowe biuro pośrednictwa małżeństw.

## Obsada

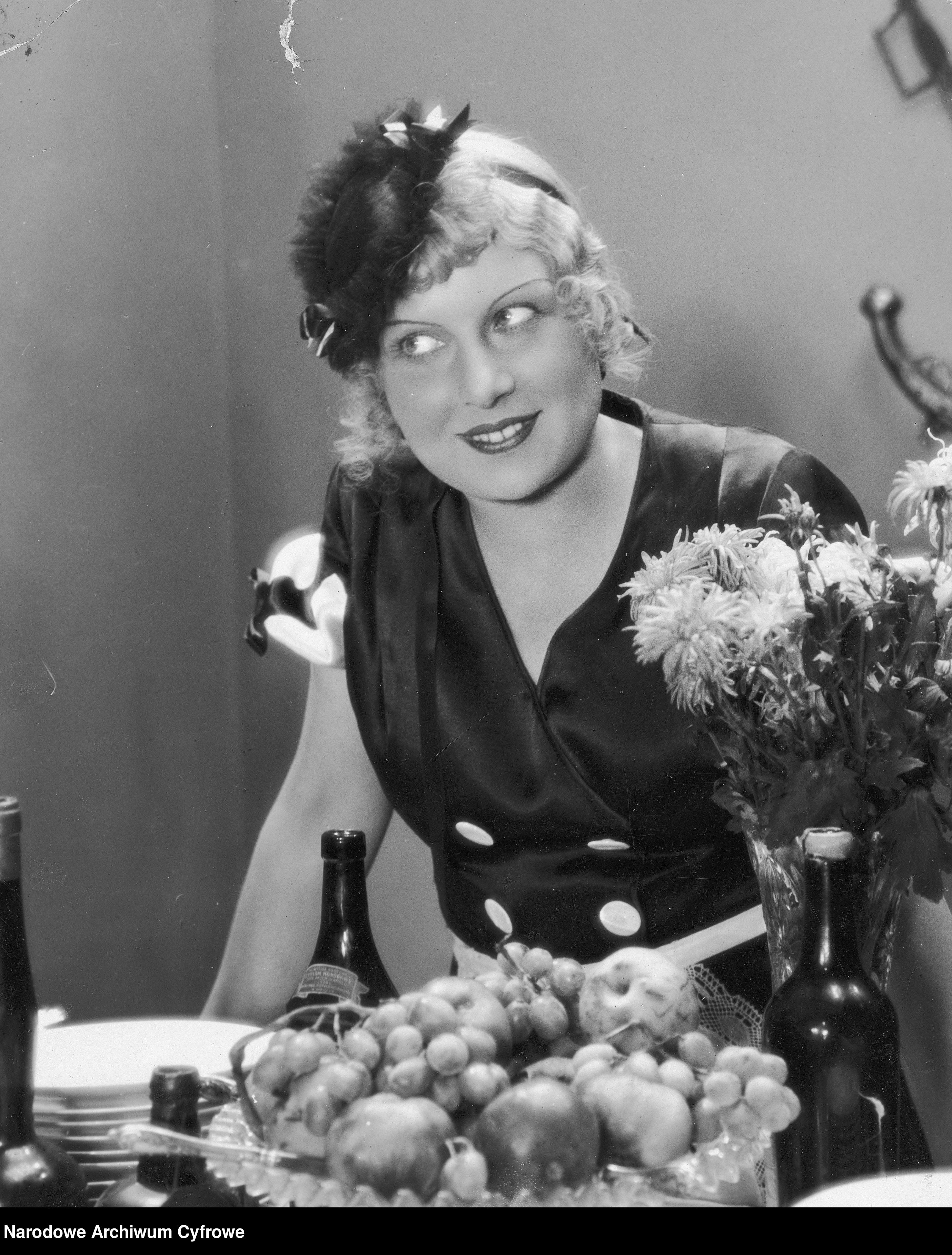
Zula Pogorzelska jako Franka Krochmalska w jednej ze scen filmu

Zestawienie zostało przygotowane na podstawie źródła:
- Zula Pogorzelska jako Franka Krochmalska
- Adolf Dymsza jako Teofil Rączka
- Konrad Tom jako profesor Moniek Platfus
- Stanisław Sielański jako Lamus
- Antoni Fertner jako Onufry Koziegłowicz
- Irena Skwierczyńska jako Otylia, żona Koziegłowicza
- Wacław Ścibor jako Roman, syn Koziegłowiczów
- Maria Nobisówna jako Krysia
- Stanisława Perzanowska jako Adela Gzyms
- Zygmunt Chmielewski jako Walery Łybko
- Ryszard Misiewicz jako Kajtuś, starający się o Mary
- Józef Orwid jako ojciec Kajtusia
- Stefania Betcherowa jako właścicielka pralni pod "Sztywnym kołnierzykiem"; w napisach imię: Maria
- Eugeniusz Koszutski – 2 role: fotograf; gość na przyjęciu u Koziegłowiczów
- Stanisław Belski jako jegomość z cukierni
- Feliks Chmurkowski jako stolarz Wiórek
- Bolesław Mierzejewski jako komisarz policji
- Jerzy Roland jako przedstawiciel Towarzystwa Asekuracyjnego
- Tekla Trapszo jako matka Krysi
- Wacława Szczuka-Wawa jako uczestniczka kursu manier salonowych; nie występuje w napisach
- Halina Zawadzka jako uczestniczka kursu manier salonowych; nie występuje w napisach

## Tło historyczne
W epoce kina niemego w polskiej kinematografii komedia pojawiała się bardzo rzadko. Przyczyną tego stanu rzeczy był brak odpowiednich aktorów i twórców, którzy potrafiliby w odpowiedni sposób przygotować komiczne nieme widowisko, oparte na gagach i mierzeniu się bohaterów z przeciwnościami losu. Sytuację tę zmieniło zastosowanie dźwięku w filmie polskim na początku lat 30. XX wieku. Jeszcze w sezonie 1929/1930 żaden z siedemnastu zrealizowanych filmów nie reprezentował tego gatunku, natomiast na przełomie 1932/1933 już pięć premier spośród dwunastu było komediami. O jej popularności (przede wszystkim w postaci farsy lub komedii muzycznej) w pierwszej połowie lat 30. zadecydowało kilka przyczyn. Po pierwsze, istniały gotowe zespoły aktorów i autorów, pracujących w warszawskich kabaretach literackich i rewiach, takich jak: Qui Pro Quo, Teatr Banda i Morskie Oko. Scenarzyści, wywodzący się z tego środowiska lub inspirowani przez jego przedstawicieli, nie silili się na oryginalność i wykorzystywali wzorce fabularne z francuskich fars bulwarowych, berlińskich komedii muzycznych i wiedeńskich operetek, po czym dodawali do nich postaci i motywy, wypracowywane przez lata na stołecznych scenach kabaretowych. Po drugie, w owym czasie trwał kryzys ekonomiczny, oddziałujący na wszystkie warstwy społeczne. Widzowie chcieli zapomnieć o codziennych troskach, dlatego w komediach królowały wątki wygranych na loterii, bogatych ożenków, bądź też zaskakujących awansów społecznych. Humorowi, opartemu na banalnych i nieprawdopodobnych sytuacjach, towarzyszyły wesołe piosenki, chwytliwe powiedzonka oraz satyra na drobnomieszczaństwo. Po trzecie, realizacja komedii była nieco łatwiejsza, czasami również trochę tańsza od produkcji innych gatunków filmowych.

### Produkcja
W 254. numerze dziennika „ABC” z 5 września 1932 ukazała się informacja, że rozpoczęły się zdjęcia do filmu Romeo i Julcia, za który odpowiadała wytwórnia Del-film. Reżyserem filmu była Jan Nowina-Przybylski, zaś za scenariusz odpowiadał Napoleon Sądek. Dialogi napisał Konrad Tom. Ścieżkę dźwiękową skomponował Henryk Wars. Wśród utworów znalazły się tango „Nie warto”, fokstrot „To wszystko umiem ja”, marsz „To jest bon ton” oraz fokstrot „Ho! Ho!”, do których słowa napisał Konrad Tom. Zdjęcia filmowe, realizowane przez Antoniego Wawrzyniaka, kręcono w atelier D’Alben Studio i plenerze. Za scenografię był odpowiedzialny Stefan Norris. Zespół aktorski tworzyli przede wszystkim Konrad Tom, Adolf Dymsza, Zula Pogorzelska, Stanisław Sielański i Antoni Fertner.

## Odbiór

### Premiera kinowa i recenzje
Premiera Romea i Julci odbyła się 21 stycznia 1933 w warszawskim kinie „Apollo”. Film utrzymał się na ekranie do 8 marca. 
Józef Fryd z tygodnika „Kino” wydał jednoznacznie pozytywną opinię na temat filmu, określając scenariusz jako pomysłowy i zabawny z dużą liczbą gagów i zabawnych sytuacji. Opowieść miała spójny charakter. Ponadto muzyka Henryka Warsa stały na wysokim poziomie. Jego zdaniem film spełnił swoje główne zadanie, jakim było rozbawienie publiczności.
Nieco mniej korzystne oceny wydali recenzenci „Kuriera Warszawskiego” i „Polski Zbrojnej”. Obaj zauważyli, że bolączką Romea i Julci były: brak należytego tempa, ospała reżyseria, niewykorzystanie zespołu i pomysłów, luki w scenariuszu i niski poziom techniki dźwiękowej. Dodatkowo drugi z nich miał uwagi co do pierwszej części produkcji, gdzie zastosowano zbyt wiele humoru szmoncesowego, jednocześnie pierwsza scena filmu, z udziałem orkiestry, oraz finał, choć „niezłe, jako pomysł”, zostały zrealizowane „bez właściwego zacięcia i ekspresji”. Przymknęli jednak oko na wymienione wady ze względu na kilka znakomitych scen, na przykład moment „rzekomego szaleństwa rzekomej Amerykanki”.
Do Romea i Julci nieprzychylnie odnieśli się Jerzy Toeplitz, Stefania Zahorska i Stefania Heymanowa. Toeplitz napisał w „Kurierze Polskim”, że produkcja Jana Nowiny-Przybylskiego to „w sumie – powtórzenia, brak inwencji, nadal – ordynarne i niesmaczne dowcipy, a przede wszystkim – nuda, piekielna nuda. Pod tym względem wysuwa się Romeo i Julcia na czoło polskich komedyj filmowych – nic jeszcze nie widzieliśmy tak nieudolnie zrobionego, tak dalekiego od filmu i tak mało zabawnego”. Według krytyka scenariusz, fotografia, montaż i dźwięk stały na niskim poziomie. Stefania Zahorska związana z „Wiadomościami Literackimi” nazwała film szmirą, zrealizowaną bez „jakiegokolwiek filmowego sensu” i pozbawioną „najprymitywniejszej uczciwości rzemieślniczej”. W tej opinii wtórowała jej Stefania Heymanowa, stwierdzając, że po obejrzeniu Romea i Julci odczuwa się „wstyd – to jedyne uczucie, którego doznaje widz o jako tako wyrobionym smaku. Wstydzi się już nie tylko tego, że film zrobiony jest bez elementarnego pojęcia o kinowości, ale jeszcze bardziej tego, że tak właśnie wygląda polski humor! Prostactwo, trywialność, brak wszelkiej kultury. Najwyżej śmiech ordynarny, rubaszny śmiech kumoszek z magla i przekupniów z Kercelaka. Gdzież tu marzyć o sztuce – uśmiechu!”.
Większość krytyków pochwaliła grę aktorską. Dziennikarz „Polski Zbrojnej” stwierdził, że „cała obsada wywiązuje się dobrze z zadania. Uwagę widza skupia głównie sylwetka Dymszy, wyśmienitego w roli Amerykanki. Popularny ten komik dowiódł dużej skali swego talentu. Konrad Tom jest pocieszny, jako prof. Platfus, lecz komizm jego oparty jest niemal wyłącznie na djalogach szmoncesowych. Niepospolity talent komiczny ujawnił Stanisław Sielański w roli jąkały – sekretarza biura matrymonialnego p. f. «Romeo i Julcia». Zula Pogorzelska ma niewielkie pole do popisu. Fertner i Skwierczyńska grają poprawnie. Wszyscy aktorzy w rolach epizodycznych dociągają do ogólnego poziomu”. Surowszy w swojej nocie był Toeplitz: „Tom nieznośnie «szmoncesowy», a Dymsza, potencjalnie doskonały materiał na aktora, «puszczony» przez reżysera na całej linii. Zula Pogorzelska wychodzi względnie obronną ręką, może zresztą dlatego, że ma małą i nic nie znaczącą rólkę. Dobry w bezbarwnym konstrukcyjnie epizodzie – Fertner. O innych nie trzeba wspominać – może jeszcze Sielański, szarżujący, ale bezsprzecznie utalentowany, wybija się korzystnie”.

### Po latach
Porównując dziesięć polskich komedii z początku lat 30. XX wieku, Leszek i Barbara Armatysowie ocenili negatywnie Romeo i Julcię, Sto metrów miłości (1932) oraz Pieśniarza Warszawy (1934). Ich zdaniem filmy te zostały wyprodukowane seryjnie zgodnie z panującą modą, poza tym dostarczały łatwej rozrywki w guście „saperów, kucharek i pomocnic domowych”. Jednak podobnie jak inni przedstawiciele tego gatunku, mają pewną wartość, mianowicie prezentują styl sławnych wówczas artystów kabaretowych i elementy gwary warszawskiej.
Jerzy Toeplitz uznał Romeo i Julcię, Sto metrów miłości, Ułanów, ułanów, chłopców malowanych (1932) oraz 10% dla mnie (1933) za ordynarne. Szczególnie potępił „niewybredny dowcip, często typu klozetowego” oraz grę aktorów, którzy zamiast ukazać swój talent komiczny, „wygłupiali się”.
Karolina Kosińska w artykule Manewry tożsamościowe. Kobieta jako mężczyzna i mężczyzna jako kobieta w przedwojennym polskim kinie komediowym, biorąc pod uwagę cztery filmy: Romeo i Julcię, Czy Lucyna to dziewczyna? (1934), Książątko (1937) i Piętro wyżej (1937), postawiła tezę, że motyw bohaterów, przebierający się za drugą płeć, nie stanowi wyłącznie komicznego zabiegu fabularnego. Zamiana ról płciowych „tworzy aurę niejednoznacznej seksualności wykraczającej poza normy właściwe mieszczańskiej obyczajowości międzywojnia”. 

### Artykuły prasowe
- Kino „Apollo”, „Kurier Warszawski”, 1933, nr 21 (21 I), Warszawa.
- Maria Jehanne Wielopolska, Filmia, „Kurier Poranny”, 1933, nr 57 (28 I), Warszawa: Feliks Fryze.
- Jerzy Toeplitz, Filmowa kronika tygodniowa, „Kurier Polski”, 1933, nr 29 (29 I), Warszawa: W. Kosiakiewicz.
- Nowe polskie filmy, „ABC”, 1932, nr 254 (5 IX), Warszawa: Mazowiecka Spółka Wydawnicza.
- W kinach, „Kurier Czerwony”, 1933, nr 25 (8 III), Warszawa: Prasa Polska.
- Z polskich atelier, „ABC”, 1932, nr 290 (10 X), Warszawa: Mazowiecka Spółka Wydawnicza.
- SOSI, Ze świata filmu, „Polska Zbrojna”, 1933, nr 24 (24 I), Warszawa: Remigiusz Kwiatkowski.

### Opracowania książkowe
- Leszek Armatys, Barbara Armatys, Wiesław Stradomski, Historia filmu polskiego, t. 2, Warszawa: Wydawnictwa Artystyczne i Filmowe, 1988, ISBN 83-221-0368-9.
- Leszek Armatys, Wiesław Stradomski, Od „Niewolnicy zmysłów” do „Czarnych diamentów”. Szkice o polskich filmach z lat 1914–1939, Warszawa: Centralny Ośrodek Metodyki Upowszechniania Kultury, 1988, ISBN 83-7010-049-X.
- Monika Bator, Z życia ekranu. Piśmiennictwo filmowe Stefanii Heymanowej na łamach czasopisma „Bluszcz” w latach 1928-1939, Kielce: Wydawnictwo Uniwersytetu Jana Kochanowskiego w Kielcach, 2022, ISBN 978-83-7133-962-2.
- Karolina Kosińska, Manewry tożsamościowe. Kobieta jako mężczyzna i mężczyzna jako kobieta w przedwojennym polskim kinie komediowym, [w:] Sebastian Jagielski, Agnieszka Morstin-Popławska (red.), Ciało i seksualność w kinie polskim, Kraków: Wydawnictwo Uniwersytetu Jagiellońskiego, 2009, s. 25–41, ISBN 978-83-233-2642-7.
- Tadeusz Lubelski, Historia kina polskiego 1895–2014, Kraków: Towarzystwo Autorów i Wydawców Prac Naukowych „Universitas”, 2015, ISBN 978-83-242-2707-5.
- Jerzy Toeplitz, Historia sztuki filmowej, t. III, Warszawa: Wydawnictwa Artystyczne i Filmowe, 1959.